# Michael Craze
Michael Craze (29 de noviembre de 1942-8 de diciembre de 1998) fue un actor británico conocido por su papel de Ben Jackson, un acompañante del Doctor en la longeva serie de ciencia ficción de la BBC Doctor Who. Interpretó el papel de 1966 a 1967 junto a William Hartnell primero y Patrick Troughton después.

## Biografía
Craze nació en Newquay, Cornualles. Llegó a la interpretación por casualidad cuando, a los doce años, en una función juvenil, descubrió que tenía una voz perfecta de soprano infantil. Esto le hizo conseguir papeles en The King and I y Plain and Fancy, ambos en Drury Lane, y en Damn Yankees en el Coliseum. Una vez terminó el colegio, comenzó a hacer repertorio y llegó a la televisión a través de su agente. Su primer trabajo televisivo fue en un programa llamado Family Solicitor para Granada Television al que siguió entre otros, un papel en la ABC TV, en la serie de los sesenta Target Luna (escrita por Malcolm Hulke y Eric Prince y producida por Sydney Newman).
A los veinte, Craze escribió, dirigió y protagonizó una película titulada The Golden Head que ganó un premio en el Commonwealth Film Festival en Cardiff. Tras Doctor Who, Craze trabajó en varias producciones de ITV, incluyendo un episodio de la primera serie de televisión de Hammer Films, Journey to the Unknown, en 1968. Otros trabajos televisivos incluyen papeles en Dixon of Dock Green y Z-Cars. En los ochenta Michael actuó solo ocasionalmente y también llevó un pub. Según su hermano, el actor Peter Craze, que también apareció en Doctor Who, gran parte de la vida posterior de Craze transcurrió asistiendo a  las convenciones de fans de Doctor Who 
Craze murió de un ataque cardiaco el 8 de diciembre de 1998. Se había caído por algunos escalones el día anterior, al recoger el periódico para su vecina, y por las condiciones de su corazón no se le pudo operar. El hermano de Michael Craze es el actor Peter Craze, que también apareció en Doctor Who. Estaba casado con Edwina Craze, una productora de televisión a quien Craze conoció cuando trabajaba en Doctor Who. Ella murió en 1999.